# Mama (miejscowość w Rosji)
Mama – osiedle typu miejskiego w azjatyckiej części Rosji, w obwodzie irkuckim.
Leży u ujścia rzeki Mama do Witimu; ok. 850 km na północny wschód od Irkucka; 7 tys. mieszkańców (1989). Ośrodek regionu wydobycia muskowitu (złoże Mamsko-Czujskie, jedno z najbogatszych na świecie), eksploatacja odkrywkowa (prowadzona od XVII w.) i głębinowa; przystań rzeczna.